# Brevard
Brevard város az Amerikai Egyesült Államok Észak-Karolina államában, Transylvania megyében, melynek megyeszékhelye is. Lakosainak száma 7744 fő (2020. április 1.).

## Népesség
A település népességének változása:

| 2010 | 7 609 |
| 2020 | 7 744 |